# 2864 Soderblom
2864 Soderblom eller 1983 AZ är en asteroid i huvudbältet som upptäcktes den 12 januari 1983 av den amerikanske astronomen Brian A. Skiff vid Anderson Mesa Station. Den har fått sitt namn efter Laurence A. Soderblom.
Asteroiden har en diameter på ungefär 15 kilometer.